# Коняшино (Волоколамский район)
Коняшино — деревня в Волоколамском районе Московской области России, входит в состав сельского поселения Спасское. Население — 46 чел. (2010).

## География
Деревня Коняшино расположена на западе Московской области, в южной части Волоколамского района, у автодороги Р108 (Суворово — Руза), примерно в 9 км к югу от города Волоколамска, на левом берегу впадающей в Рузское водохранилище реки Волошни.
Связана прямым автобусным сообщением с районным центром. В деревне одна улица — Новая. Ближайшие населённые пункты — село Спасс и деревня Чертаново.

## Население
| 1859 | 1890 | 1899 | 1926 | 2002 | 2006 | 2010 |
| ---- | ---- | ---- | ---- | ---- | ---- | ---- |
| 199  | ↘133 | ↘85  | ↗126 | ↘51  | ↗66  | ↘46  |

## История
Упоминания о деревне датируются 1504 годом.
В «Списке населённых мест» 1862 года — владельческая деревня 1-го стана Рузского уезда Московской губернии по левую сторону дороги из города Рузы в город Волоколамск, в 38 верстах от уездного города, при реке Волуне, с 40 дворами и 199 жителями (95 мужчин, 104 женщины).
По данным на 1890 год — деревня Судниковской волости Рузского уезда с 133 душами населения.
В 1913 году — 32 двора.
По материалам Всесоюзной переписи населения 1926 года — деревня Чертановского сельсовета Осташёвской волости Волоколамского уезда в 6 км от Осташёвского шоссе и 13 км от станции Волоколамск Балтийской железной дороги. Проживало 126 жителей (48 мужчин, 78 женщин), насчитывалось 31 крестьянское хозяйство.
С 1929 года — населённый пункт в составе Волоколамского района Московского округа Московской области. Постановлением ЦИК и СНК от 23 июля 1930 года округа как административно-территориальные единицы были ликвидированы.
1929—1939, 1957—1963, 1965—1994 гг. — деревня Спасского сельсовета Волоколамского района.
1939—1957 гг. — деревня Спасского сельсовета Осташёвского района.
1963—1965 гг. — деревня Спасского сельсовета Волоколамского укрупнённого сельского района.
1994—2006 гг. — деревня Спасского сельского округа Волоколамского района.
С 2006 года — деревня сельского поселения Спасское Волоколамского муниципального района Московской области.